# 18. Regionalarmee
Die 18. Regionalarmee (jap. 第18方面軍, Dai-jūhachi hōmengun) war von 1943 bis 1945 eine der Regionalarmeen des Kaiserlich Japanischen Heeres. Ihr Tsūshōgō-Code (militärischer Tarnname) war Gerechtigkeit (義, Gi).
Ursprünglich ging die 18. Regionalarmee aus der Garnisonsarmee Thailand (jap. 泰国駐屯軍司令官, Taikoku chūton-gun shire-bu) hervor, die 1943 gegründet wurde. 1944 wurde die Garnisonsarmee Thailand umbenannt in 39. Armee (jap. 第39軍, Dai-san-ku-gun) und 1945 erfolgte die endgültige Umbenamung zu 18. Regionalarmee.

## Geschichte
Am 8. Dezember 1941 überschritten japanische Truppen (15. und 25. Armee) die Grenze zu Thailand, nachdem kurz zuvor ein Ultimatum seitens des Japanischen Kaiserreichs gestellt worden war. Während die 15. Armee weiter Richtung Burma vorrückte, bewegte sich die 25. Armee südwärts Richtung Singapur. Nach einem kurzen Gefecht zwischen thailändischen und japanischen Truppen unterzeichnete der thailändische Premierminister Plaek Phibunsongkhram einen Waffenstillstand. Am 21. Dezember 1941 wurde ein gegenseitiger Verteidigungspakt zwischen beiden Mächten geschlossen.

### Garnisonsarmee Thailand
Um eine militärische Präsenz in Thailand zu zeigen, wurde am 4. Januar 1943 die Garnisonsarmee Thailand unter dem Kommando von Generalleutnant Nakamura Aketo in Bangkok als Bestandteil der Südarmee aufgestellt. Diese bestand hauptsächlich aus der 29. Selbstständigen Gemischten Brigade, deren 159. Selbstständiges Infanterie-Bataillon und Pionier-Brigade für den Bau der Chiangmai-Toungoo-Straße im Norden Thailands eingesetzt waren. Der Rest der japanischen Truppen war hauptsächlich in Bangkok stationiert und diente der Sicherung japanischer Interessen.

### 39. Armee
Am 20. Dezember 1944 wurde die Garnisonsarmee Thailand in 39. Armee umbenannt.

### 18. Regionalarmee
Am 7. Juli 1945 gruppierte die Südarmee erneut die in Thailand stationierten Truppen um und änderte die Bezeichnung der 39. Armee in 18. Regionalarmee um. Mit der Umbenennung war eine drastische Erhöhung der Truppenstärke in Thailand vorgesehen. Hintergrund war die befürchtete Invasion Thailands durch die britische Armee, die in Burma immer weiter an Boden gewann. Die 15. Armee, die während der Operation U-gō schwerste Verluste hatte hinnehmen müssen, sollte sich aus Burma zurückziehen und mit 4. und 56. Division aufgefrischt werden. Des Weiteren sollten die 15., 22., 37. und 53. Division direkt der 18. Regionalarmee unterstellt werden. Die Reste der 53. und 56. Division waren allerdings in Burma von britischen Truppen abgeschnitten worden und gelangten nie nach Thailand.
Bevor es zu Kampfhandlungen zwischen Alliierten und Japanern in Thailand kommen konnte, erfolgte die Kapitulation Japans. Die 18. Regionalarmee wurde offiziell am 15. August 1945 vom Daihon’ei (Kaiserliches Hauptquartier des Heeres und der Marine) aufgelöst.

## Oberbefehlshaber

### Kommandeure
|    | Name                           | Von               | Bis               | Einheit                 |
| -- | ------------------------------ | ----------------- | ----------------- | ----------------------- |
| 1. | Generalleutnant Nakamura Aketo | 4. Januar 1943    | 20. Dezember 1944 | Garnisonsarmee Thailand |
| 2. | Generalleutnant Nakamura Aketo | 20. Dezember 1944 | 14. Juli 1945     | 39. Armee               |
| 3. | Generalleutnant Nakamura Aketo | 14. Juli 1945     | 15. August 1945   | 18. Regionalarmee       |

### Stabschefs
|    | Name                         | Von               | Bis               | Einheit                 |
| -- | ---------------------------- | ----------------- | ----------------- | ----------------------- |
| 1. | Generalmajor Moriya Seiji    | 4. Januar 1943    | 21. Januar 1943   | Garnisonsarmee Thailand |
| 2. | Generalmajor Yamada Kunitarō | 21. Januar 1943   | 22. November 1944 | Garnisonsarmee Thailand |
| 3. | Generalmajor Yamada Hitoshi  | 22. November 1944 | 20. Dezember 1944 | Garnisonsarmee Thailand |
| 4. | Generalmajor Yamada Hitoshi  | 20. Dezember 1944 | 9. Juli 1945      | 39. Armee               |
| 5. | Generalmajor Hanaya Tadashi  | 9. Juli 1945      | 14. Juli 1945     | 39. Armee               |
| 6. | Generalmajor Hanaya Tadashi  | 14. Juli 1945     | 14. August 1945   | 18. Regionalarmee       |

## Untergeordnete Einheiten

### Garnisonsarmee Thailand
Bei der Aufstellung der Garnisonsarmee Thailand bestand diese aus folgenden Einheiten:
- 29. Selbstständige Gemischte Brigade
  - 158. Selbständiges Infanterie-Bataillon
  - 159. Selbständiges Infanterie-Bataillon
  - 160. Selbständiges Infanterie-Bataillon
  - 161. Selbständiges Infanterie-Bataillon
  - 162. Selbständiges Infanterie-Bataillon
  - Selbstständige Gemischte Pionier-Brigade
  - Selbstständige Gemischte Artillerie-Brigade
  - Selbstständige Gemischte Signal-/Fernmelde-Einheit
  - 7. Feldersatz-Bataillon
  - Selbstständige Transport-Kompanie
  - Feld-Flugabwehr-Batterie
  - Südarmee Versorgungs Depot
  - Südarmee Transport Depot
  - Südarmee Fracht Depot
  - 16. Sürdarmee Feldhospital

### 39. Armee
Gliederung wie Garnisonsarmee Thailand

### 18. Regionalarmee
Bei der Aufstellung der 18. Regionalarmee bestand diese aus folgenden Einheiten:
- 15. Armee
  - 4. Division
  - 56. Division
- 15. Division
- 22. Division
- 37. Division
- 53. Division